# Ray Copeland (Jazzmusiker)
Ray Copeland (* 17. Juli 1926 in Norfolk, Virginia; † 18. Mai 1984 in Sunderland, Massachusetts) war ein US-amerikanischer Jazz-Trompeter des Swing- und Modern Jazz, Komponist und Musikpädagoge.

## Leben
Zu Beginn seiner musikalischen Laufbahn spielte Copeland 1945 mit Cecil Scott, mit Chris Columbus im Small’s Paradise 1946, ging dann mit Mercer Ellingtons Orchester 1947/48 auf Tournee und arbeitete 1948/49 Al Koopers Savoy Sultans. In der ersten Hälfte der 1950er Jahre war er nicht als Profimusiker tätig, sondern arbeitete in einer Papierfabrik und spielte in seiner Freizeit zeitweise mit Andy Kirk, Lucky Millinder, Lucky Thompson, Sy Oliver und anderen. 1955 wirkte er bei Frankie Laines LP Jazz Spectacular mit. Von 1957 bis 1958 arbeitete er bei Randy Weston, Tito Puente und 1958 bei Oscar Pettiford, Johnny Richards und 1958/59 bei Gigi Gryce. 1958 bis 1961 war er im Theater-Orchester des Roxy tätig und leitete zeitweise eine 14-köpfige Band für Clubauftritte. Von 1962 bis 1964 spielte er in der Begleitband von Pearl Bailey.
Copeland nahm im Lauf seiner musikalischen Karriere an vielen Swing- und Hardbop-Sessions teil; am bekanntesten aber sind seine Aufnahmen mit Thelonious Monk auf dem Album Monk’s Music 1956. Copeland spielte einen swingenden Stil, konnte aber nie aus dem Schatten von Trompetern seiner Zeit wie Lee Morgan und Clifford Brown treten. 1967 spielte er in der Big-Band-Formation von Booker Ervin mit, 1968 war er nochmals mit Thelonious Monk auf Tournee, 1973 spielte er auf dem Newport Jazz Festival.

Außerdem nahm Copeland mit dem Oliver-Nelson-Orchestra, dem Blues-Sänger Jimmy Witherspoon und Ella Fitzgerald Alben auf.
Seit Ende der 60er Jahre war Copeland verstärkt als Musikpädagoge tätig; er hielt u. a. Workshops an öffentlichen Schulen, am Jazzmobile und zahlreichen Sommeruniversitäten. Später war Copeland Professor für Musik am Hampshire College in Amherst (Massachusetts) und unterrichtete Jazz-Komposition. Seine „Classical Jazz Suite in Six Movements“ hatte 1970 im Lincoln Center Premiere.

## Auswahldiskographie
- Thelonious Monk: Blue Monk (Prestige Records, 1954)[1]
- Randy Weston: The Modern Art of Jazz (Dawn Records, 1957)
- Phil Woods/Red Garland: Sugan (New Jazz, 1957)
- Booker Ervin: Booker ’n’ Brass (Pacific Jazz Records, 1967)

## Publikation
- The Ray Copeland Method and Approach to the Creative Art of Jazz Improvisation (Kaerecea, 1974)